# 服部麻加
服部 麻加（はっとり あさか、1960年4月14日 - ）は、粘土作家（クレイ・アーティスト）で、アートクレイ・インターナショナル協会（ACIA）、日本リボンワーク協会（JRWA）の主宰者で会長。
全国に約500名の生徒・講師が在籍。教室数は本部直轄が8ヶ所。公認教室が約70ヶ所。
アトリエ＆協会本部は大阪市内。岐阜県岐阜市出身。岐阜市立梅林中学校卒業、岐阜県立長良高等学校卒業、堺女子短期大学卒業。
OL、モデル、主婦を経て現在に至る。二女の母。

## 作品スタイル、ポリシー
「服部麻加のグラスクレイ・アート」と称し、ACIAオリジナル製で無臭で手の汚れない自然乾燥の樹脂粘土「グラスクレイ」を使って、19世紀後半～20世紀初頭に西欧で開花した「アール・ヌーヴォー」スタイルと「大人可愛い」をテーマ、粘土単体ではなく「粘土＋白磁器」「粘土＋ガラス」「粘土＋ウッド」「粘土＋アイアン」「粘土＋ペーパー」「粘土＋布」「粘土＋ビーズ」「粘土＋フェイク・ジュエリー」等のミクスチャー的考えと、様々な特殊技法（造形・着色・装飾・接着・コーティング）・素材・道具・感性＆デザインで、アーティステックで実用的なインテリア小物やアクセサリー、生活雑貨等を制作する作品スタイル。「グラスクレイ・アートの普及」「女性の自立と自分磨き」を目的に教室運営、講師育成を主に活動している。一つ一つの作品を短期間で制作・完成させるのが特長。
また、2015年10月～リボンワーク「デコール・リュバン」（日本リボンワーク協会）のカリキュラムも開講。「大人可愛い」をテーマに斬新なオリジナル・デザインのリボンワークが特長。

## プロフィール
1994年 - 日本クレイクラフト協会員となる。1999年 - 日本クレイクラフト協会師範取得。アートクレイ・インターナショナル協会（ACIA）設立。
2003年 - 光を透す樹脂粘土「グラスクレイ」発表（大阪手作りフェアーにて）。「グラスクレイ本講座」を開講。
2004年 - 「デキャル・クレイ」発表（東京ビッグサイト：日本ホビーショーにて）。2005年 - 江戸東京博物館「フランスの至宝　エミール・ガレ展」にて特別講師を務め、特別講習会を開催。テレビ東京「レディス4」で「グラスクレイ・アート」特集を生放送・生出演。「グラスクレイ」を商標登録。
2006年 - 書籍「服部麻加のデキャルクレイアート」を出版。2008年 - 世界文化社「GRACE」に特集記事・掲載。
2009年 - 南アフリカ共和国大使館から依頼を受け「南アフリカの女性生活向上プロジェクト」に参加。
2010年 - 短期講師養成講座「シスセゾン」を開講。2011年 - リーガロイヤルホテル大阪にて、5ヶ月連続（全5回）の公開講座イベントを開催。2012年 - 樹脂粘土でアクセサリーを制作する「クレイ・ビジュー講座」を開講。「クレイ・ビジュー」を商標登録。服部麻加のネット・ショップ「ACIA Mignon ミニョン」をオープン。
2013年 - 東京本部教室を東京・日本橋に開講。2015年 - 日本リボンワーク協会（JRWA）を設立。「デコール・リュバン」講座を開講。2016年 - 福岡・天神（ヴォーグ学園）に教室開講。
2017年 - 横浜・関内（ヴォーグ学園）に教室開講。ヴォーグ学園教室は、東京（水道橋）、大阪（心斎橋）、名古屋（車道）、福岡（天神）の5都市で開講中。